# Johan Andersson (programador)
Johan Andersson (28 d'agost de 1974) és el principal programador de videojocs i fundador de Paradox Interactive, la companyia de videojocs sueca responsable de les sèries Europa Universalis, Victoria, an empire under the sun, Crusader Kings, i Hearts of Iron.
Abans de treballar a Paradox, va ser un empleat de Funcom on va treballar com a programador al desenvolupament de jocs com Nightmare Circus i NBA Hangtime per a Sega Genesis.